# Gusau (Nigeria)
Gusau es una localidad del estado de Zamfara, en Nigeria, con una población estimada en marzo de 2016 de 528 400 habitantes.

## Geografía

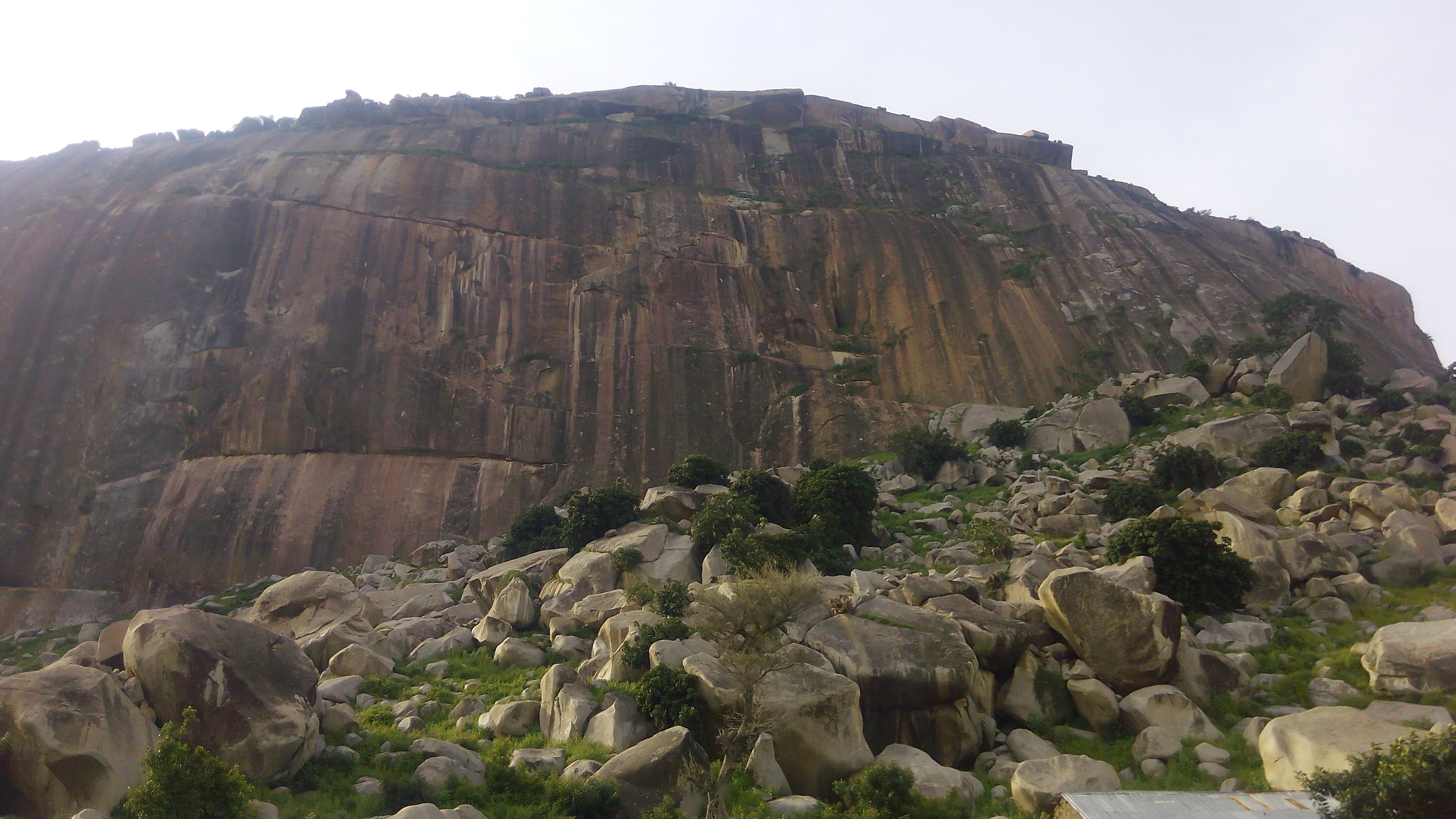
Monte Kwatarkwashi, cerca de Gusau

Se encuentra ubicada al noroeste del país, en la cuenca hidrográfica del río Sokoto —un afluente del río Níger— y cerca de la frontera con Níger. Dentro de las localides cercanas, al sur se ubican Kebbe y hacia el sureste Kano.

## Demografía
En su población destacan diferentes etnias, principalmente los Fulani, Hausa, Yoruba, Igbo, Igala, y Nupe.